# Мегафон (компания)
«МегаФон» — крупная российская телекоммуникационная компания, национальный оператор сотовой связи, предоставляющая телекоммуникационные услуги, цифровые и медийные сервисы в России (одна из компаний «большой четвёрки»), Таджикистане и Южной Осетии. По состоянию на июнь 2024 года компания обслужила 77,26 миллионов абонентов в 83 субъектах России и Таджикистане.
Компания существует с 1993 года, когда она была небольшим региональным оператором связи, основанным в Санкт-Петербурге под названием ЗАО «Северо-Западный GSM». В 2002 г. ЗАО «Северо-Западный GSM» преобразовано в ОАО «МегаФон». Текущее официальное наименование — Публичное акционерное общество «МегаФон». Контрольный пакет акций принадлежит холдингу USM.
Бизнес-модель включает все направления информационных технологий и телекоммуникаций: услуги мобильной и фиксированной связи, мобильного и широкополосного доступа в интернет, цифрового телевидения и OTT видеоконтента, инновационных цифровых продуктов и сервисов в сфере ИКТ, интернета вещей, аналитики и обработки больших данных, облачных решений, кибербезопасности, финансовых сервисов, цифровой рекламы и маркетинга, электронной коммерции, а также конвергентных ИТ-решений в сфере системной интеграции.
«МегаФон» владеет виртуальным оператором сотовой связи Yota, телекоммуникационной компанией NetByNet и онлайн-кинотеатром Start. В декабре 2021 года «МегаФон» продал косвенную долю в VK (через Lefbord Investments Limited владел 45 % акций АО «МФ Технологии», которому принадлежали 4,8 % VK).
В 2023 году «МегаФон» (платформа «МегаФон Экология») стал лауреатом премии «Лучшие ESG проекты России».

## История

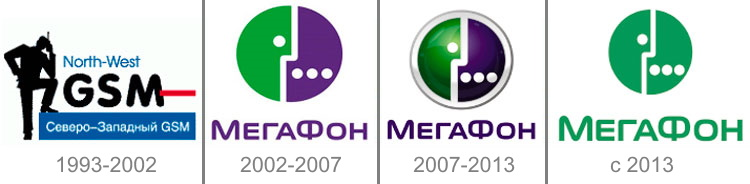
История логотипов компании «Мегафон»

17 июня 1993 года было зарегистрировано ЗАО «Северо-Западный GSM» (Санкт-Петербург). Первым генеральным директором стал Александр Малышев. Крупнейшими зарубежными инвесторами стали скандинавские компании Sonera (Финляндия), Telia International AB (Швеция) и Telenor Invest AS (Норвегия). Телекоммуникационное оборудование было закуплено у фирмы Nokia. В декабре 1994 года введена в коммерческую эксплуатацию сеть стандарта GSM в Санкт-Петербурге.
7 мая 2002 года ЗАО «Северо-Западный GSM» в ходе ребрендинга было переименовано в ОАО «Мегафон». С 28 апреля 2002 года началось проведение ребрендинга компании и смена логотипа. В это время к ЗАО «Северо-Западный GSM» присоединился ряд региональных компаний.
В августе 2007 года было проведено небольшое обновление логотипа, в ходе которого к логотипу добавились 3D-эффект и выпуклость.
2 октября 2007 года «Мегафон» сдал в эксплуатацию первый в России фрагмент сети стандарта третьего поколения IMT-2000/UMTS (3G) на территории Санкт-Петербурга и части Ленинградской области. Впервые на территории страны в опытно-коммерческую эксплуатацию введена подсистема радиодоступа UTRAN (UMTS Terrestrial Radio Access Network), включающая 30 базовых станций. Уже 24 октября 2007 года «Мегафон» объявил о начале предоставления услуг сотовой связи стандарта 3G в Санкт-Петербурге и Ленинградской области. Впервые в России стали доступными широкому кругу пользователей: доступ в Интернет на скорости, в десять раз превышающей скорость передачи данных с применением всех действующих в сетях GSM второго и второго с половиной поколения (2G и 2,5G) технологий (GPRS/EDGE), «Мобильное телевидение» высокого качества, видеосвязь.
В мае 2008 года долю в «Мегафоне» у датского юриста Джеффри Гальмонда приобрёл Алишер Усманов, по окончании сделки Усманов получил контроль над 31,1 % акций оператора мобильной связи. Ориентировочная сумма сделки составляла не менее 5 млрд долларов.
23 апреля 2012 года «Мегафон» предоставил возможность доступа к услугам мобильной связи четвёртого поколения (4G).
24 апреля 2012 года изменилась структура акционеров компании «Мегафон», в результате чего «АФ Телеком» Усманова получил контрольный пакет (50 % и одну акцию).
16 октября 2012 года была запущена распределённая программно-аппаратная платформа CDN «Мегафон» для предоставления CDN-услуг в сотрудничестве с CDNetworks.
19 декабря 2014 крупнейший акционер компании Алишер Усманов перевёл в Россию из оффшорных компаний контрольный пакет «Мегафона».
25 февраля 2014 года «Мегафон» запустил в коммерческую эксплуатацию сеть LTE-Advanced в Москве внутри Садового кольца.
31 августа 2015 года «Мегафон» запустил тестовые голосовые звонки в сети LTE.
В конце апреля 2018 года сотовый оператор «Мегафон», владеющий 100 % «Евросети», и группа «Связной» объявили о слиянии розничных сетей. В рамках сделки «дочка» «Мегафона» компания Lefbord Investment Ltd. передала 100 % акций компании Euroset N.V. (владеет операционными компаниями «Евросети») кипрской компании DTSRetail LTD (сейчас[когда?]

 занимается операционным бизнесом «Связного»). В итоге структура «Мегафона» получила 25 % плюс одну акцию и два места в совете директоров.
В мае 2017 года была обновлена стратегия развития компании до 2020 года, сфокусированной на создании экосистемы цифровых решений в партнёрстве с Mail.ru Group. Планировалось работать «над дифференциацией брендов» «Мегафона», Yota и VKMobile, также были внесены изменения в дивидендную политику и размер коэффициента оптимальной долговой нагрузки.
В 2018 году компания Мегафон приняла программу от «Gemalto», позволяющую при помощи NFC-чипа быстро оплачивать проезд в общественном транспорте.
16 ноября 2018 года «Мегафон» и Mail.ru Group стали совладельцами «Ситимобил». Mail.ru Group и «Мегафон» получили около 18 % и 16 % акций сервиса заказа такси «Ситимобил» по итогам первого раунда инвестиций. Однако в рамках этой сделки оператор и интернет-компания выступают в качестве самостоятельных инвесторов и не планируют консолидировать приобретение.
В марте 2019 года «Мегафон» первым из крупных телекоммуникационных компаний России ввёл 20%-й кешбэк с оплаты услуг связи.
21 марта 2019 года Российский футбольный союз (РФС) и компания «Мегафон» заключили новое соглашение о сотрудничестве. Соглашение будет действовать до 2021 года. По его условиям, компания будет телеком-партнёром сборной России и стратегическим партнёром российского футбола.
По итогам третьего квартала 2020 года чистая прибыль компании увеличилась на 308,7 % по сравнению с аналогичным кварталом прошлого года, до 13 млрд руб., а по итогам девяти месяцев — на 167 %, до 22,2 млрд руб. В то же время выручка за этот период сократилась на 3,9 % по сравнению с третьим кварталом прошлого года и составила 86,5 млрд руб..
В июне 2021 года компания запустила передвижные салоны связи.
Во втором квартале 2021 года «Мегафон» увеличил выручку на 7,1 % по отношению к аналогичному показателю прошлого года, до 84,1 млрд руб. Чистая прибыль за квартал выросла в три раза, до 12,7 млрд руб.
Чистая прибыль компании в 2022 году составила 43 млрд рублей, «Мегафон» занял с этим показателем место 34 в рейтинге журнала Forbes «100 крупнейших компаний России по чистой прибыли — 2023».

### Объединение с Yota в конце 2022 года
Проект включает в себя как открытие новых салонов, так и объединение существующих. До конца 2022 года все собственные салоны и работающие по франшизе заработают в новом формате. Первые три совместных кобрендинговых салона уже запущены в Нижнем Новгороде, Красногорске и Егорьевске. Все сотрудники торговых точек проходят специальное обучение, благодаря чему смогут проконсультировать клиентов по любому вопросу двух операторов. Теперь можно подключать сим-карту Yota в Мегафон и Мегафон в Yota.

## Собственники и руководство

Логотип на английском языке

Крупнейший акционер компании — USM Group (70,32 % акций). Остальные 29,68 % акций принадлежат дочерней компании самого «Мегафона» — «Мегафон Финанс».
Генеральные директора:
- 2003—2012 — Сергей Солдатенков;
- 2012—2016 — Иван Таврин[38];
- 2016—2018 — Сергей Солдатенков[39];
- 2018—2021 — Геворк Вермишян[40];
- 2021—н. в. — Хачатур Помбухчан.[2]

Председатели совета директоров:
- 2012—2016 — Сергей Солдатенков[41];
- 2016 — наст. время — Владимир Стрешинский.

### Скандалы, связанные с фондом IPOC
В начале 2000-х годов в СМИ появлялась информация о том, что фактическим владельцем компании якобы являлся министр связи Леонид Рейман. Ряд СМИ называл Леонида Реймана бенефициаром фонда IPOC (до 2008 года крупнейший акционер «Мегафона»). Сам Леонид Рейман неоднократно опровергал эту информацию, а владельцем фонда называл себя датский юрист Джеффри Гальмонд, который впоследствии продал свой пакет в «Мегафоне» холдингу «АФ-Телеком» Алишера Усманова. По окончании сделки Усманов получит контроль над 39,3 % акций оператора сотовой связи. Ориентировочная сумма сделки — не менее $5 млрд.
Весной 2008 года представители фонда IPOC, которому принадлежит 8 % акций «Мегафона» (а также аффилированных с ним офшорных компаний), в судах Виргинских и Бермудских островов признали факт участия компании в операциях, связанных с отмыванием денег. В соответствии с заключёнными между местными властями и аффилированными с IPOC структурами мировыми соглашениями его владельцы согласились ликвидировать все свои 12 карибских офшоров, компенсировать издержки на проведение расследований и судебных слушаний и выплатить штраф в размере $45,45 млн.

### Выход на биржу
В конце апреля 2012 года было объявлено о том, что акционеры «МегаФона» достигли договорённости о выходе компании на фондовую биржу (IPO), последним из «большой тройки» российских сотовых операторов. Также 24 апреля 2012 года изменилась структура акционеров, в результате чего Altimo вышла из состава акционеров (получив за свои акции $5,2 млрд), «АФ Телеком» Алишера Усманова получила контрольный пакет (50 % и одну акцию), доля TeliaSonera сократилась до 35,6 % акций.
10 июля 2012 года акционеры «МегаФона» и «Скартела» объявили о завершении сделки, в результате которой структура собственности обоих операторов изменилась. Владельцем 50 % плюс 1 акция «МегаФона» и 100 % «Скартела» стала холдинговая компания Garsdale Services (Британские Виргинские острова), 82 % которой получил Алишер Усманов, а 18 % поделили Telconet Capital предпринимателя Сергея Адоньева и госкорпорация «Ростехнологии» пропорционально своим долям в «Скартеле».
IPO «МегаФона» на Лондонской фондовой бирже и Московской бирже было проведено в конце ноября 2012 года, по его итогам компания была оценена в $12,4 млрд. Инвесторам было реализовано 13,6 % уставного капитала компании, причём 9,63 % из них продала TeliaSonera, заработав $1,2 млрд, а 4 % — Megafon Investments (Cyprus) Limited, дочерняя структура «МегаФона».
16 июля 2018 года компания объявила о решении выкупить все находящиеся в свободном обращении акции за $1,26 млрд и о последующем делистинге с Лондонской фондовой биржи (LSE).
В декабре 2018 года, стало известно, что дочерняя компания «МегаФон Финанс» сообщила о намерении выкупить бумаги «МегаФона» в количестве 131,2 млн обыкновенных акций. В марте 2019 года «МегаФон» провёл обязательный выкуп своих акций и довёл свою долю до 99,2 %. В июле 2019 года стало известно, что «МегаФон» окончательно ушёл с Московской биржи. Дочерняя компания оператора выкупила у оставшихся инвесторов 0,8 % акций. Теперь акции компании больше нельзя купить ни на одной бирже в мире.

### Слияния и поглощения
С приобретением в июне 2010 года одного из ведущих российских магистральных операторов, группы «Синтерра», «МегаФон» вышел на рынок фиксированной связи для крупных государственных и корпоративных клиентов, а также услуг фиксированного широкополосного доступа (ШПД). На базе объединённой инфраструктуры функционируют сети GSM 900/1800, 3G, VSAT, IP/MPLS, МГ/МН, ЦОДов, ЦОВ.
В 2010 году он за 2 млрд руб. приобрёл 100 % ЗАО «Метроком», крупнейшего оператора фиксированной связи Санкт-Петербурга, крупного интернет-провайдера и владельца оптоволоконной сети в метрополитене Петербурга. Весной 2011 года «МегаФон» приобрёл компанию NetByNet, одного из ведущих игроков на московском рынке ШПД (315 тыс. абонентов). Сумма сделки оценивалась в $350-360 млн. В апреле 2011 года приобрёл 100 % акций одного из старейших интернет-провайдеров Санкт-Петербурга, ЗАО «Вэб Плас».
В октябре 2013 года Мегафон приобрёл у холдинга Garsdale 100 % группы «Скартел/Йота». Сумма сделки составила $1,18 млрд без учёта долга.
В сентябре 2015 года компания Мегафон приобрела активы ГарсТелеком за 2.2 млрд рублей для усиления позиций на рынке фиксированной связи и в сегменте B2B.
9 февраля 2017 года Мегафон объявил о завершении сделки по приобретению 11,5 млн акций класса A и 21,9 млн обыкновенных акций, составляющих примерно 15,2 % уставного капитала или 63,8 % голосов в Mail.ru Group у компаний, аффилированных контролирующему акционеру «МегаФона» USM Holdings. Общая сумма средств, направленных на приобретение акций, составила 740 миллионов долларов.
В декабре 2022 года приобрёл 100 % разработчика ПО и провайдера систем поддержки бизнеса АО «Нэксайн» (брендо Nexign) в рамках реструктуризации активов.

## Деятельность

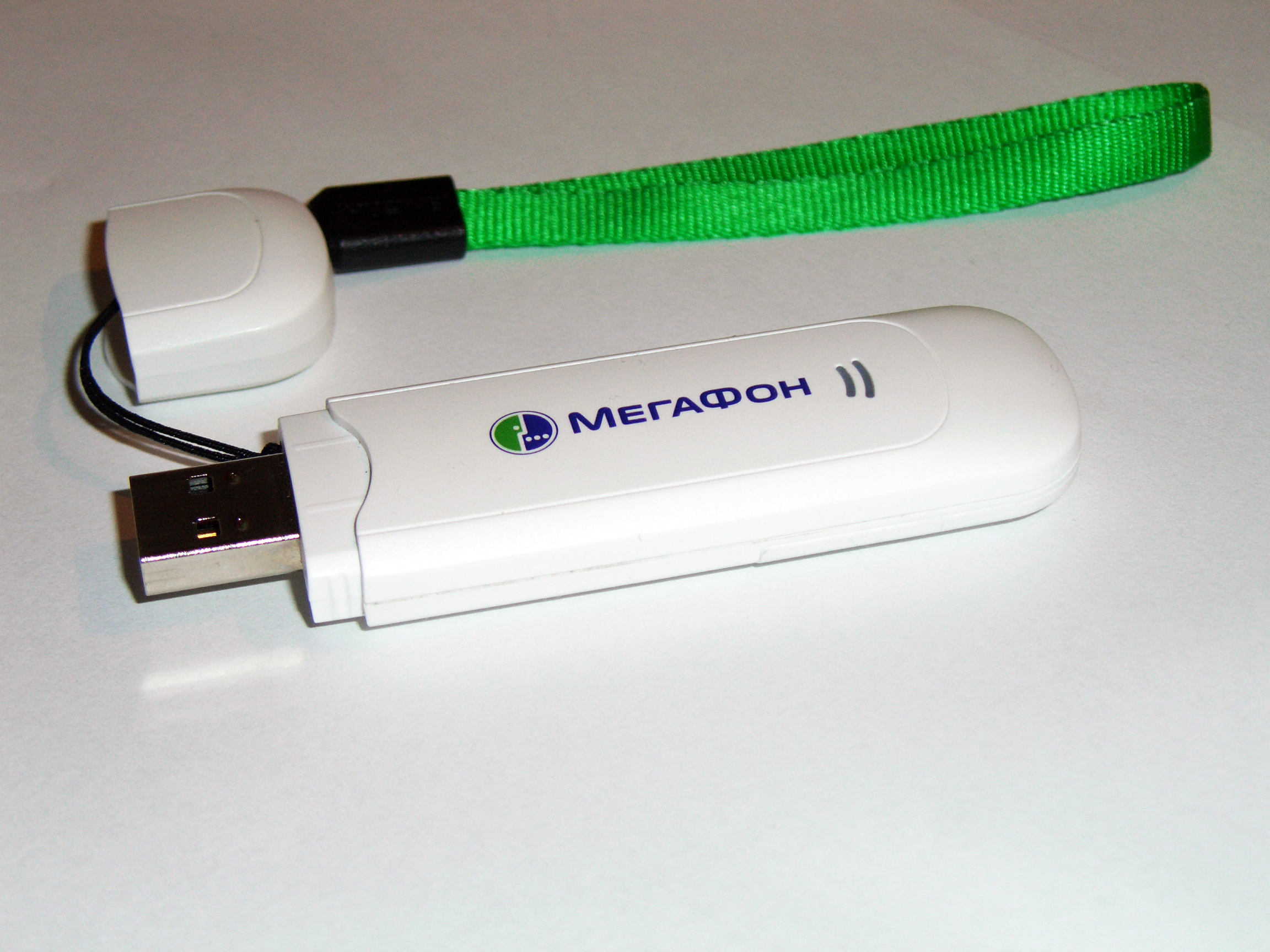
USB-модем Huawei E1550, брендированный для компании «Мегафон»

Компания «Мегафон» оказывает услуги сотовой (GSM, UMTS и LTE) и фиксированной связи физическим и юридическим лицам под одноимённой торговой маркой.
По состоянию на 2019 год, «Мегафон» имеет более 238,5 тыс. базовых станций в России, из них 98,1 тыс. в формате 4G

### Статистика

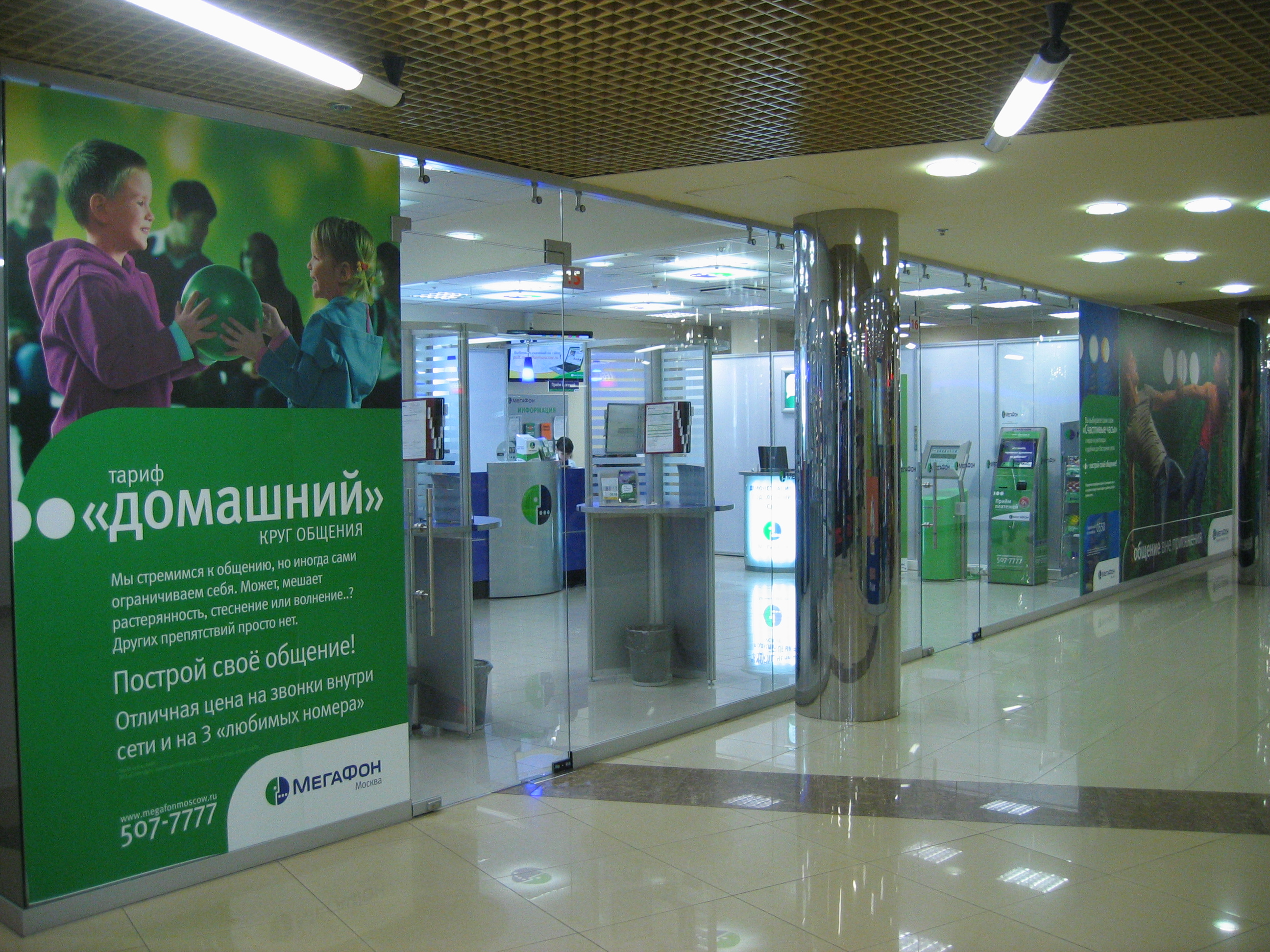
Офис продаж и обслуживания ОАО «Мегафон»

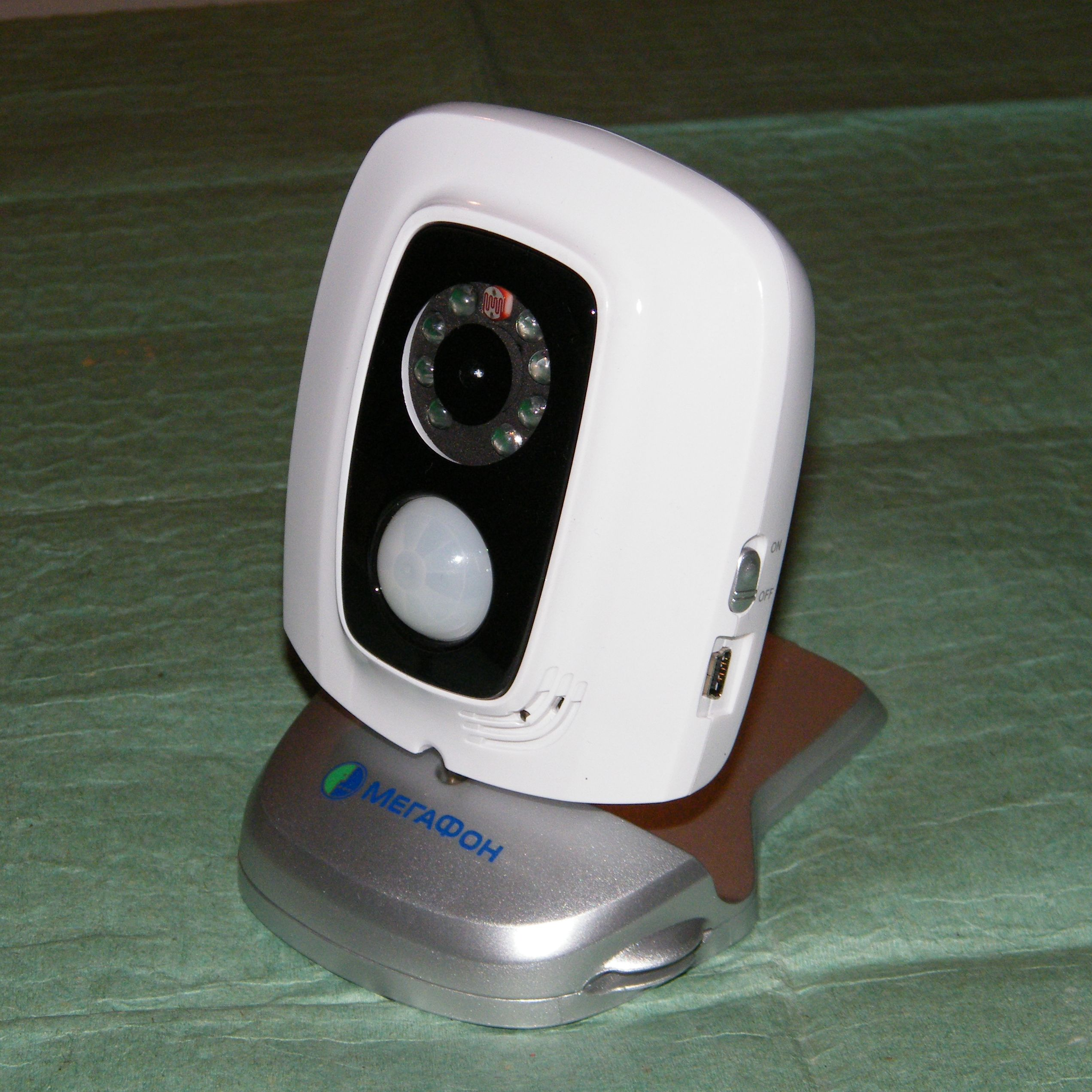
MMS-камера «Мегафон V900»

По данным компании, Мегафон предлагает международный роуминг более чем в 200 странах мира, data-роуминг — более чем в 100 странах, а количество абонентов по состоянию на декабрь 2012 года составило 9,5 млн.

### Рейтинги
- Рейтинговое агентство АКРА присвоило в 2017 году ПАО «Мегафон» рейтинговую оценку AA(RU) со стабильным прогнозом. Рейтинг ежегодно подтверждался, в 2022 году был повышен до AA+(RU), в 2023 — до AAA(RU) и подтверждён на этом уровне в 2024 и 2025 годах[68].
- Рейтинговое агентство «Эксперт РА» присвоило в 2023 году ПАО «Мегафон» рейтинговую оценку ruAAA со стабильным прогнозом, в 2024 и 2025 рейтинг был подтверждён[69].

### Префиксы
Компания использует следующие префиксы:
| Филиал            | Регионы | Коды                             |
| ----------------- | --- | -------------------------------- |
| «Северо-Западный» | Все регионы СЗФО | 921, 931, 929-1******            |
| «Столичный»       | Москва, МО | 925, 926,929-5****** 929-6****** |
| «Центральный»     | Все регионы ЦФО (кроме Москвы и Московской области) и один регион ПФО — Нижегородская область                                                                                                 | 920,930,929-0****** 939-0******  |
| «Сибирский»       | Все регионы СФО за исключением Иркутской области | 923, 929-3, 933                  |
| «Уральский»       | Все регионы УФО, а также Республика Удмуртия | 922, 929-2, 932                  |
| «Кавказский»      | Все регионы ЮФО и СКФО за исключением Крыма и Севастополя | 928, 929-8, 938                  |
| «Дальневосточный» | Все регионы ДФО, а также Иркутская область | 924, 929-4, 934                  |
| «Поволжский»      | Астраханская, Волгоградская, Оренбургская, Пензенская, Самарская, Саратовская, Ульяновская области, Республики: Башкортостан, Калмыкия, Марий Эл, Мордовия, Татарстан и Чувашская Республика. | 927, 929-7, 937, 999             |

С 1 декабря 2013 года в России действует переносимость телефонных номеров.

### IP-телефония
Компания создала программу, которая позволяет совершать и принимать звонки, включая междугородные и международные направления, через Интернет, а также совершать и принимать видеовызовы, общаться в чате и пользоваться другими возможностями.
«Мегафон» пытался ограничить доступ к сервисам Skype в своих сетях.

### CDN
В сотрудничестве с CDNetworks компания с 16 октября 2012 года начала предоставление CDN-услуг. «Облачная» инфраструктура CDN компании состоит из 16 территориально распределённых узлов, расположенных в городах: Москва, Псков, Петрозаводск, Нижний Новгород, Самара, Казань, Ростов-на-Дону, Воронеж, Краснодар, Екатеринбург, Челябинск, Новосибирск, Пермь, Красноярск, Чита, Хабаровск. Текущая[уточнить] пропускная способность российского сегмента CDN «Мегафона» составляет порядка 250 Гбит/с.

### Устройства
С 2011 года компания предлагает устройства связи, брендированные собственной торговой маркой, в частности, на рынке широко представлена серия бюджетных смартфонов и планшетных компьютеров «Мегафон Login».
Осенью 2023 году компания провела тестирование смартфона с российской операционной системой KasperskyOS for Mobile. Следующий шаг — исследования независимых лабораторий.

### Юридические услуги
В 2017 году компания вышла на рынок юридических услуг, предложив сервис «Анализ закупки за час» для проверки документации госзакупок, а также составления и подачи жалоб в ФАС в случае нарушений. Затем были предложены услуги, связанные с открытием собственного бизнеса: «Салон под ключ», «Розница плюс+», «Старт онлайн продаж».
В 2018 году в рамках VIII Петербургского юридического международного форума «Мегафон» презентовал юридического робота LegalApe собственной разработки.

### Системные сбои
19 мая 2017 года «Мегафон» сообщил о «массовых сложностях со связью». Абоненты в ряде городов РФ в течение дня не могли совершать голосовые вызовы. В «Мегафоне» признали, что это самая крупная авария в истории компании, которая вызвана ошибкой программного обеспечения в базе данных HLR производства Hewlett-Packard.

## Филиалы компании

### Столичный филиал
«Мегафон-Москва» — торговая марка московского филиала, оказывающего услуги связи с 1 июля 2009 года на территории Москвы и Московской области. Количество абонентов — 5 309 326 человек (на 1 марта 2007 года), более 7,3 млн абонентов на ноябрь 2009 года.
1 июля 2009 года завершился процесс реорганизации ЗАО «Соник Дуо», дочерней компании ПАО «Мегафон», оказывающей услуги связи в Москве и области с ноября 2001 года по 30 июня 2009 года, в форме присоединения к ПАО «Мегафон».

#### Зона покрытия
«Мегафон» обеспечил сотовой связью всю территорию Москвы и практически всю Московскую область.
Покрывает практически все станции Московского метрополитена сетью GSM, опережая по этому показателю своих конкурентов — «Билайн» и «МТС». На подавляющем большинстве станций доступна сеть 3G.

### Сибирский филиал
Сибирский филиал действует на территории Новосибирской, Кемеровской, Омской и Томской областей, Алтайского и Красноярского краёв, республик Алтай, Хакасия и Тыва. Использует марку «Мегафон-Сибирь».
Количество абонентов — 2,3 млн человек. С января по июль 2009 года производился процесс реорганизации ЗАО «Мобиком-Новосибирск» в форме присоединения к ПАО «Мегафон».

### Северо-Западный филиал
Северо-Западный филиал представляет интересы оператора в Санкт-Петербурге и Ленинградской области, Архангельской области и Ненецком АО, Вологодской, Калининградской, Мурманской, Новгородской, Псковской областях и Республике Карелия. С 1 июля 2009 года в зону филиала включены Ивановская, Костромская, Смоленская, Тверская и Ярославская области. Использует марку «Мегафон-Северо-Запад».
Услуги фиксированной связи предоставляются юридическим лицам и предпринимателям без образования юридического лица.
12 сентября 2012 года Северо-Западный филиал первым в Петербурге объявил о практически полном покрытии тоннелей Петербургского метрополитена сотовой связью и мобильным интернетом.

### Дальневосточный филиал
Дальневосточный филиал действует на территории Иркутской, Амурской, Сахалинской и Магаданской областей, Еврейской автономной области, Забайкальского, Хабаровского, Приморского и Камчатского краёв, республик Бурятия и Саха (Якутия), Чукотского автономного округа. Использует марку «Мегафон-Дальний Восток».
Отделение было создано в 2004—2005 годах. Зона охвата частично была обеспечена собственными башнями, в Камчатской и Магаданской областях работа велась на условиях аренды оборудования у «Дальсвязи». В 2007 году компания перешла на обеспечение собственными системами связи.
ЗАО «Мобиком-Хабаровск» — 100 % дочерняя компания ПАО «Мегафон». С января по июль 2009 года производился процесс реорганизации ЗАО «Мобиком-Хабаровск» в форме присоединения к ПАО «Мегафон».
- Компания «Мегафон-Дальний Восток» в Дальневосточном регионе:
  - Объявила, что исходящие вызовы на все номера Дальнего Востока и на номера «Мегафон» России являются местными вызовами и, соответственно, оплачиваются по цене местных.
  - Ввела для своих абонентов единое безроуминговое пространство. Благодаря этому, каждый абонент дальневосточного Мегафона может использовать свой номер на территории всего Дальнего Востока, независимо от того, в каком регионе он подключился к сети.
  - Ввела специальный тариф «Транзитный», главная особенность которого — бесплатные входящие вызовы при нахождении в зоне действия сети «Мегафон» в Сибири и на Дальнем Востоке, единая стоимость исходящих вызовов на все номера Сибири и Дальнего Востока и на номера «Мегафон» России. Таким образом, абоненты, обслуживающиеся на данном тарифном плане, получают единое безроуминговое пространство от Омской области до Чукотского автономного округа.

### Поволжский филиал
Поволжский филиал образовался в 2009 году после присоединения ОАО «МСС-Поволжье» к ПАО «Мегафон». Покрывает территорию Астраханской, Волгоградской, Пензенской, Оренбургской, Самарской, Саратовской, Ульяновской областей, республик Башкортостан, Калмыкия, Марий Эл, Мордовия, Татарстан, Чувашия. Главный офис филиала располагается в Самаре. Использует марку «Мегафон-Поволжье».

### Кавказский филиал
Филиал «Телекоминвест» был создан в 2001 году, ЗАО «Мобиком-Кавказ» стала инвестиционным проектом торговой марки «Мегафон» на Кавказе. Сеть строилась летом 2001 года, сразу же появились первые абоненты, которые находились в роуминге. Продажи телефонных номеров стартовали в середине августа. На первом этапе в сеть были вложены серьёзные инвестиции: реализована программа, по которой в регионе было поставлено 200 базовых станций: 50 в Ставропольском крае, 50 в Ростовской области и 100 в Краснодарском крае. Система была реализована на трёх коммутаторах по 90 000 номеров каждый, сеть функционировала в диапазонах 900 и 1800 МГц. Стоимость реализации программы составила более $30 млн.
Кавказский филиал был образован 1 июля 2009 года в ходе реорганизации ПАО «Мегафон», путём присоединения 100 % дочерних компаний ЗАО «Мобиком-Кавказ» и Южного филиала ЗАО «Мобиком-Центр».
Зона охвата Кавказского филиала распространяется на территорию Ростовской, Воронежской, Липецкой, Тамбовской и Белгородской областей, Краснодарского и Ставропольского краёв, а также республик: Адыгея, Карачаево-Черкесской Республики, Республики Дагестан, Кабардино-Балкарской Республики, Республики Северная Осетия — Алания, Чеченской Республики, Республики Ингушетия. Использует марку «Мегафон-Кавказ».
ЗАО «Мобиком-Кавказ» — 100 % дочерняя компания ПАО «Мегафон». С января по июль 2009 года производился процесс реорганизации ЗАО «Мобиком-Кавказ» в форме присоединения к ПАО «Мегафон». Главный офис филиала находится в городе Краснодаре.

### Центральный филиал
Центральный филиал действует на территории Брянской, Владимирской, Калужской, Курской, Нижегородской, Орловской, Рязанской и Тульской областей. Сеть «Мегафон» в Центральном регионе была запущена в коммерческую эксплуатацию 10 декабря 2002 года с открытия фрагмента сети в Нижнем Новгороде.
Оказывает услуги на территории Нижегородской, Курской, Владимирской, Рязанской, Брянской, Калужской, Тульской, Орловской областей. Главный офис филиала находится в Нижнем Новгороде. Использует марку «Мегафон-Центр».

### Уральский филиал
Уральский филиал оказывает услуги на территории Кировской, Курганской, Челябинской, Тюменской, Свердловской областей, Пермский край, в Ханты-Мансийском автономном округе — Югре, республиках Удмуртии, Коми и в ЯНАО. Главный офис филиала находится в городе Екатеринбурге. Использует марку «Мегафон-Урал».

### Таджикский филиал
Филиал компании в Таджикистане оказывает услуги мобильной связи в стандарте GSM-900/1800 и UMTS-2100 (включая услуги телематических служб и услуги передачи данных). Главный офис — в Душанбе. Использует марку «Мегафон-Таджикистан».

## Санкции
На фоне вторжения России на Украину, Национальное агентство по предотвращению коррупции Украины выступило с инициативой о введении против «Мегафон» международных санкций. В обосновании говорится, что «Мегафон» «осуществляет экспортную деятельность и обеспечивает приток иностранной валюты, а также высокую доходную часть бюджета Российской Федерации, которая несёт ответственность за войну в Украине».
12 апреля 2023 года компания «Мегафон» была включена в санкционный список США как связанная с Алишером Усмановым, который попал под блокирующие санкции США, Евросоюза и ряда других стран после нападения России на Украину. 12 июля 2023 года компания попала под санкции Швейцарии. 20 июля 2023 года Мегафон попал в санкционный список Канады «организаций связанных с российским военно-промышленным комплексом, включая финансовые и телекоммуникационные компании». 23 ноября 2023 года компания включена в санкционный список Украины.

## Нарушение антимонопольного законодательства и арбитражные решения
В марте 2010 года по поручению Председателя Правительства России Владимира Путина Федеральная антимонопольная служба возбудила дело в отношении операторов «большой тройки», включая «Мегафон», по признакам нарушения закона о защите конкуренции. По мнению ФАС России, оператор установил необоснованно высокие цены на услуги в роуминге, а также не информировал надлежащим образом абонентов об изменении порядка расчётов в роуминге.
В результате рассмотрения дела тарифы на услуги в роуминге были снижены на голосовые услуги, на услуги передачи SMS-сообщений и на услуги мобильного интернета. Федеральная антимонопольная служба, принимая во внимание действия, предпринятые компанией, признало её нарушившей пункт 1-й части 1-й статьи 10-го закона «О защите конкуренции» и выдала предписание об устранении допущенного нарушения путём снижения тарифов и введения SMS-информирования абонентов об условиях роуминга.
В мае 2019 года Федеральная антимонопольная служба признала Tele2, МТС, «Мегафон» и «Вымпелком» нарушителями закона «О защите конкуренции», поскольку сотовые операторы предоставляли компаниям с госучастием более выгодные условия тарифов на SMS-рассылки. 20 августа 2019 года Арбитражный суд Москвы согласился с иском «Мегафона» к ФАС и признал недействительным постановление службы о нарушении данной компанией антимонопольного закона. 4 марта 2020 года Арбитражный суд Московского округа по итогам кассационного обжалования отменил данное решение суда и передал дело на новое рассмотрение судом первой инстанции.
ПАО Мегафон в конце 2023 года в начале 2024 года. Поменяла тарифы без уведомления абонентов. На дорогостоящие тарифы с лимитным интернетом. Собираются подписи среди населения РФ. Для подачи в суд на компанию ПАО Мегафон.

## Критика
В июле 2007 года неосторожная реклама услуг оператора вызвала международный скандал. По требованию посольства Азербайджана в России с телеэфира был снят рекламный ролик компании, в котором на географической карте Азербайджан указан в качестве территории Армении. В видеоролике на карте присутствовала лишь столица Армении Ереван и не было упоминания о Баку. «Мегафон» признал претензии справедливыми.
В 2008 году грузинская сторона обвинила компанию в том, что она «пиратским» способом предоставляет услуги связи на территории Южной Осетии и Абхазии. Грузинскую сторону поддержали власти США.
Летом 2012 года для всех абонентов была запущена неотключаемая услуга «Интернет-Клик», упрощающая списание средств со счёта телефона. Высказывались мнения, что она широко используется мошенниками. Опция запрета «Интернет-Клика» появилась только в начале 2013 года.
В 2012, 2016 и 2017 годах компания подвергалась критике за размещение дополнительной встроенной рекламы на HTTP-сайтах при пользовании мобильным интернетом.

### Претензии по тарификации роуминга данных
В 2010 году «Мегафон» обратился в суд, намереваясь взыскать с одного из своих абонентов 1 миллион рублей в счёт возмещения убытков за оказанные абоненту услуги роуминга на острове Крит (владельцы 3G-модема «Мегафона», будучи в отпуске, скачали с его помощью несколько серий популярного сериала). В ходе разбирательства дела в Ленинском районном суде города Владимира судом были установлены факты, свидетельствующие о незаконности требований «Мегафона»: договор с абонентом не предусматривал оказания услуг роуминга; договор с абонентом был составлен со значительными нарушениями законодательства; оператор за свой счёт предоставил услуги в кредит абоненту с авансовой системой оплаты; оператор на острове Крит, на который ссылался «Мегафон», давно прекратил свою деятельность. Эти и ряд других фактов были основанием для отказа в исковых требованиях, после чего компания сама отказалась от иска.
В развитие данного дела владимирское подразделение общественной организации «Общество защиты прав потребителей — народный контроль» подало иск в Ленинский районный суд города Владимира, настаивая на том, что «Мегафон» и его владимирский филиал должны указывать в абонентском договоре все условия обслуживания, в том числе и условия доступа в интернет в роуминге. В сентябре 2011 года указанный суд вынес решение в пользу неопределённого круга лиц, признавшее «действия ПАО „Мегафон“ по не включению в типовую форму публичного договора об оказании услуг подвижной связи и телематических услуг связи существенных условий, предусмотренных законодательством Российской Федерации» противоправными и обязывающее компанию включить данные сведения в типовую форму публичного договора.

### Скорость
Согласно исследованию разработчика сервиса Speedtest.net, компании Ookla, результаты которого в июле 2019 года цитировали «Коммерсантъ» и Forbes, «Мегафон» предоставляет клиентам самый быстрый мобильный интернет в России. Средняя скорость передачи данных в сети «Мегафона», по результатам исследования, оказалась в 1,5 раза выше аналогичных показателей других операторов.
По данным измерений, проводившихся с 6 февраля по 15 мая 2020 года Роскомнадзором, в Москве у «Мегафона» зафиксирован наименьший из всех операторов процент покрытия LTE по маршруту движения (48,73 %) и минимальное среднее значение скорости передачи данных от абонента. Аналогичные измерения в Санкт-Петербурге в период с 3 апреля по 5 июня 2019 года также показали у «Мегафона» минимальные среди всех операторов средние значения скорости передачи данных.
В 2021 году по результатам независимой компании Ookla Мегафон показал лучшее качество мобильного интернета в России, обогнав остальных операторов по всем основным параметрам. Исследования проводились с января по июнь на основании более 7 миллионов замеров у 1,4 миллиона смартфонов.
В 2023 году по итогам независимого исследования Ookla «Мегафон» второй год подряд был признан лучшим оператором в России по покрытию сети и седьмой год подряд по скорости интернета.

## Происшествия
18 июля 2011 года примерно 8000 SMS-сообщений, отправленных пользователям «Мегафона» через сайт компании, были проиндексированы поисковой системой «Яндекс» и в течение двух часов находились в общем доступе. Достаточно было ввести запрос URL: sendsms.megafon.ru в поисковую строку «Яндекса», и в результатах выдавались сообщения с абонентскими номерами адресатов SMS. Проблема была устранена в течение двух часов. Представители оператора сотовой связи объяснили инцидент тем, что «произошёл технический сбой, в результате которого в поисковую базу Яндекса попало некоторое количество сообщений клиентов, отправленных через сайт „Мегафона“». Но «сбой не затронул SMS-сообщения клиентов, отправленные через телефоны и другие мобильные устройства». «Яндекс», со своей стороны, объяснил ситуацию отсутствием файла robots.txt, в котором указаны страницы, которые не индексирует поисковый робот системы.
После инцидента глава Следственного комитета РФ Александр Бастрыкин дал поручение провести проверку и потребовал объяснения от руководства компании по поводу сохранения тайны переписки. В июле 2011 года Союз потребителей России подал к компании иск, потребовав признать её в связи с указанным случаем виновной в нарушении прав своих абонентов на неприкосновенность частной жизни и тайну переписки; в начале ноября того же года в иске было отказано.